# Кривые Балки
Кривы́е Ба́лки (Королевка) — село в Прохоровском районе Белгородской области России, входит в состав Кривошеевского сельского поселения.
Расположено к юго-западу от центра сельского поселения — села Кривошеевка. Расстояние до районного центра Прохоровка: 20 километров.
Село основано в первой четверти XIX века экономическими крестьянами села Новая Слободка Название дано по Кривому логу, в котором Кривые Балки и располагаются. В исторических документах Квивые балки описываются с 1858 года, когда состоялась перепись. Тогда в хуторе Кривые Балки Корочанского уезда зафиксировано «348 душ мужского пола». В 1885 году — на хуторе проживало 419 жителей. 
Свое название, образованный тогда хутор,получил от  отвершек лога Кривого, а также  «……Название Кривые Балки появилось потому, что на восток от села проходит центральная балка с множеством других кривых балок, т.е. ее отрогов».
Так же в ходу было второе название - Королевка. 
В селе размещалась 3-классная церковно-приходская школа, которая относилась к приходу Казанской церкви в селе Кривошеевка. Попечителем строительства была графиня Антонина Витольдовна Крейц, дочь графа В. Крейца, предводителя дворянства Корочанского уезда.
С июля 1928 года деревня Кривые Балки относилась к Скороднянскому району Белгородского округа Центрально-Чернозёмной области и была центром Криво-Балковского сельсовета. C 13 июня 1934 года деревня вместе со Скороднянским районом была отнесена к Курской области. В 1950-е годы деревня входит в Кривошеевский сельсовет Скороднянского района. После образования Белгородской области в декабре 1962 г. Скороднянский район упразднён.
1965-1969 гг село Кривые Балки электрифицировали.
В селе одна улица — Школьная.
Имеются сельский дом культуры и фельдшерско-акушерский пункт.

## Население
| 2002 | 2010 |
| ---- | ---- |
| 170  | ↘160 |

## Известные уроженцы
На соседнем хуторе Мочаки родился и вырос учась в школе здесь в Кривых Балках сценарист Василий Решентников, чей фильм «Хлеб детства моего» является автобиографическим:

Картина повествует о маленьком подвиге самого автора, Василия Решетникова, который 15-летним подростком, спасая свою деревушку от голода в тяжелом сорок третьем году, научился разминировать нашпигованные вражескими минами колхозные поля.— Официальный сайт военно-исторического музея-заповедника «Прохоровское поле»